# Josafat Roel Pineda
Josafat Lorenzo Roel Pineda (Canta, 1921 - Lima, 15 de febrero de 1987) fue un folclorista, etnomusicólogo y antropólogo peruano.
Hijo de Carlos Roel Vargas y de María Pineda, durante su infancia y primera juventud vivió en sitios tan diversos como Llata, Arequipa, Huamanga, Coracora, Junín y Abancay, hasta recalar en el Cuzco, en la década de 1940. Terminada su educación secundaria en el Colegio Nacional de Ciencias, ingresó a la Universidad Nacional San Antonio Abad en 1947, donde concluyó estudios de Etnología. Se casó en Abancay el 5 de marzo de 1941 con Sara Lourdes Ismodes Casas (Abancay, 1923 - Lima, 2001), con la que no tuvo descendencia. Se casó luego en 1956 en la Municipalidad de Santiago, Cuzco con doña Margarita Elena Mendizábal Losack con la que tuvo 8 hijos a saber: Alba Nedda (Cuzco, 1956); Carlos Benjamín (Lima, 1958); José Francisco (Lima, 1960); Maria Luisa (Lima, 1962), Margarita Ivonne (Lima, 1963); Pedro Enrique (Lima, 1965); Susana Ynés (Lima, 1967) y Stella Maris (Lima, 1969).
Por esos años participó en excavaciones arqueológicas con John Rowe y fue uno de los fundadores de la Sociedad Peruana de Folklore. En 1951 se integró al cuerpo docente de la Escuela Regional de Música, donde dictó el curso de Teoría Musical. Asimismo dirigió la sección de música del grupo Tradición, integró el Instituto Americano de Arte y fue profesor de la Escuela de Bellas Artes del Cuzco. Junto a Rafael Aguilar Páez, José María Arguedas y Humberto Vidal, participó en el diseño del guion del primer Inti Raymi escenificado en explanada de Sacsayhuamán, en el Cuzco. Profesor en la Escuela Nacional de Turismo del curso de folclore.
De manera paralela, participó en diversas expediciones etnográficas, como la de Q'ero, donde junto a Óscar Núñez del Prado, descubre el mito de Inkarri, y la de Puquio, donde en colaboración con Arguedas identifica la Danza de las tijeras.
Luego de participar en la reapertura de la Universidad San Cristóbal de Huamanga, se establece definitivamente en Lima, donde ejercería el cargo de jefe de etnomusicología del Conservatorio Nacional de Música (Perú). Publica, por ese entonces un profundo estudio sobre El wayno del Cuzco, editado por el Comité Interamericano de Folklore en 1959.
A solicitud de Arguedas, entonces director de la Casa de la Cultura, asumió en 1964 la dirección del Departamento de Folklore, desde la cual hizo el primer calendario de las fiestas costumbristas de todo el Perú y elaboró un Mapa de los instrumentos musicales de uso popular en el Perú (tardíamente publicado en 1978), en colaboración con el musicólogo chileno Fernando García y con ilustraciones de Alfonso Respaldiza. También registró a diversos intérpretes de música popular que buscaban ser inscritos como artistas folklóricos, tomando en cuenta criterios de autenticidad, entre los que se encontraban Alejandro Vivanco, Raúl García Zárate, Maximo Damian Huamani, Jaime Guardia, etc.
Al dejar su cargo anterior, pasó en 1974 a organizar el Centro de Estudio y Difusión del Folklore (hoy Centro Universitario del Folklore) de la Universidad de San Marcos. Falleció en 1987, siendo sus restos velados en la universidad sanmaquina y en el Instituto Nacional de Cultura.